# Колибри (пистолет)
«Колибри» — маленький пистолет, созданный в Австро-Венгрии часовщиком Францем Пфаннлем на основе 4,5 мм пистолета «Эрика». Производился с 1914 по 1938 год. Выпускались две разновидности пистолета различавшиеся калибром — 2,7 мм и 3 мм, причём 3 мм разновидность имела меньшую длину ствола. При выстреле пуля, массой приблизительно 0,2 грамма (3 мм вариант), развивала скорость около 150 м/с (кинетическая энергия около 2,2 Джоулей). Канал ствола не имел нарезов. Пистолет был выполнен по схеме свободного затвора с неподвижным стволом. Магазин на пять патронов вставлялся в рукоять. На правой стороне оружия имелся флажковый предохранитель. Изготовлено порядка 1000 единиц.

## Револьвер под патрон 2 мм Колибри
Breloque miniature Revolver of 2mm HS Kolibri. http://www.armoury-online.ru/articles/ammo/rimfire/2mmKolibri/